# Osztalék
Az osztalék az a pénzösszeg, melyet a részvénytársaság a részvény-tulajdonosainak fizet, általában akkor, amikor nyereséget ért el. Amikor egy vállalat hasznot, vagy többletbevételt ér el, akkor annak egy jelentős részét visszaforgatja a vállalkozás fejlesztésébe, míg egy részét osztalékként odaadhatja részvényeseinek. Az osztalékfizetés történhet készpénzben (banki átutalással), vagy a vállalat további részvényeket is adhat a részvényeseknek osztalék címén.
Az osztalék értékét egy részvényre lebontva határozzák meg, tehát a részvényesek osztalékhozamát az egy részvény után fizetett osztalék értékének és a birtokukban lévő részvények darabszámának szorzata adja. Magyarországon az osztalékjövedelmet 15%-os mértékű személyi jövedelemadó terheli, melynek összegét a szolgáltató a kifizetés során levonja, így azt nem a magánszemélynek kell megfizetnie az állam felé, ugyanakkor fel kell tüntetnie az osztalékjövedelmet adóbevallásában. A részvénytársaságok számára az osztalékfizetés nem költségként jelenik meg, hanem inkább az adózás utáni jövedelmének újraosztása a részvényesei között. Az eredménytartalék az a pénzösszeg, amelyet a vállalkozás nem oszt szét osztalékként részvényesei közt, valamint amely összeget a részvényesek részvény szekciójában tüntetnek fel a vállalat pénzügyi mérlegében, melyet részvénytőke néven is szoktak nevezni. A magántulajdonban lévő vállalkozások az osztalékfizetést előre rögzített menetrend alapján bonyolítják le, de dönthetnek úgy is, hogy a szokásostól eltérő menetrendet alkalmaznak az osztalékfizetés során.
Az osztalékfizetés szempontjából fontos dátum az úgynevezett szelvényvágás napja, amely az adott napon, vagy a már korábban a részvénytulajdonos birtokába került részvények után jogosítja osztalék kézhezvételére a részvényest.

## Fordítás
- Ez a szócikk részben vagy egészben  a   Dividend című angol Wikipédia-szócikk ezen változatának fordításán alapul.  Az eredeti cikk szerkesztőit annak laptörténete sorolja fel. Ez a jelzés csupán a megfogalmazás eredetét és a szerzői jogokat jelzi, nem szolgál a cikkben szereplő információk forrásmegjelöléseként.